# オーラルフレイル
オーラルフレイル（英: oral frailty, oral frail）は東京大学高齢社会総合研究機構の特任教授辻哲夫・教授飯島勝矢らが示したフレイルの前段階であるプレフレイル。口から食べ物をこぼす、ものがうまく呑み込めない、滑舌が悪くなる等といった軽微な衰えを見逃した場合、全身的な機能低下が進むことを示し、これをオーラルフレイルと名付けた。

2013年に厚生労働省事業におけるワーキンググループにおいて、フレイル予防における口腔機能の維持・向上の重要性を医師をはじめとした歯科以外の関連職種が容易に認識できることを目標とし、医科、歯科、栄養、老年社会学を包括したシステマティック・レビューとして検討が行われた。その結果から、口から食べ物をこぼす、ものがうまく呑み込めない、滑舌が悪くなる等といった軽微な衰えを見逃した場合、全身的な機能低下が進むことから早期の対応が必要であることが示された。飯島らはこれをオーラルフレイルとし、プレフレイル（フレイルの前段階）であると位置づけ、国民の口に対する健康リテラシー向上を目的としてその概念を提唱した。
その明確な定義はまだ定まっていないが、平野浩彦は『加齢に伴うさまざまな口腔環境（歯数など）および口腔機能の変化，さらに社会的，精神的，身体的な予備能力低下も重なり，口腔機能障害に対する脆弱性が増加した状態』が2017年現在の妥当な定義であるとしたうえで、今後のブラッシュアップが必要であるとしている。2015年には、日本歯科医師会がこれまでの8020運動に加えて新たな国民運動として展開させていくことを決定し、啓発活動も行われるようになった。

## 背景
高齢者に対する歯科医療は、これまで「いかに形態障害や機能障害を補い、能力障害や社会的不利を引き起こさないか」を中心に進められてきた。長寿・高齢化が進み、健康寿命の概念が浸透してきたことや、介護予防の概念として危険な老化の予防が導入され、咀嚼や嚥下などの口腔機能の低下がそのチェックリストに入るようになったことで、誰もがなじめる可視化されたモデルが必要となっていた。また、大規模高齢者虚弱予防研究「栄養とからだの健康増進調査」（柏スタディ）にて、舌圧・歯式・残存歯数・機能歯数・唾液細菌数・ガム咀嚼・グミ咀嚼・舌の厚さ・最大咬合力・滑舌などの口腔機能を調査したことにより、フレイルと口腔機能の低下に関係があることが示されていた。

## 状態
フレイルのフロー概念図において、健康な状態から虚弱が進むにつれ、社会的・心の（心理的）フレイル期（第一段階）、栄養面のフレイル期（第二段階）、身体面のフレイル期（第三段階）、重度フレイル期（第四段階）と進行する。
初期の社会的・心理的フレイル期において、生活範囲・活動量・意欲の減少・低下などが原因で口腔への関心、歯科受診、自身での口腔清掃の中止や悪化がおこり、このために栄養のフレイル期へと可逆的に虚弱が進行する。栄養のフレイル期においては、咀嚼機能の低下（口からものをよく食べこぼす）や嚥下機能の低下（ものがうまく呑み込めない）、滑舌が悪くなる等の症状がおこり、これらが原因で食欲低下や偏食・栄養の偏りなどが起こり、それにより身体的フレイル期へと可逆的に機能低下が生じる。身体的フレイル期においては、咬む力や舌の動きが悪くなることからサルコペニアやロコモティブ症候群などが引き起こされ、不可逆的に重度フレイル期へと移行する。
このため、口腔機能における初期の咀嚼機能の低下（口からものをよく食べこぼす）や嚥下機能の低下（ものがうまく呑み込めない）、滑舌が悪くなる等といった軽微な衰えをオーラルフレイルと位置づけ、これを見逃した場合には全身的な機能低下が進むことを示した。
本人の自覚はなく、早期発見が難しいとされる。

## 早期発見のための評価
飯島勝矢らは国民に早期に衰えの兆候に気が付くようにするため、市民がわかりやすく相互にチェックできる簡易評価法を考案した。
白石愛らはオーラルフレイル対策に有効なスクリーニングとして、歯科医療関係者以外でも短時間の訓練で容易に判定可能な改定口腔アセスメントガイド(Revised Oral Assessment Guide:ROAG)を紹介・翻訳している。

### フレイルチェック
フレイルチェックは飯島らが市民に早期に衰えの兆候に気が付くようにするため開発・実施しているフレイルの評価法で、市民が東京大学高齢社会総合研究機構の講習を受講してフレイルサポーターとしてそのチェックを行う。2015年には千葉県柏市のみならず、神奈川県茅ヶ崎市や小田原市でもフレイルサポーターが養成され、フレイルチェックが行われる場所も増加傾向である。
このチェックの項目における重要なポイントとしてオーラルフレイルが存在する。オーラルフレイルに関係するチェック内容としては簡単な質問の他、咬筋の触診、オーラルディアドコキネシス検査、General Oral Health Assessment Index(GOHAI)が行われる。
咬筋の触診は、自身で咬筋を触った状態で噛みしめを行ってもらい、筋肉が固くなっているか否か、左右差の有無を自身にて測定する。
オーラルディアドコキネシスは、音声の交互反復運動をできるだけ速く行わせて構音器官の運動速度と規則性を検査するもので、日本では/pa/,/ta/,/ka/の三種類を検査することが多い。フレイルチェックでは/ta/もしくは/ka/を5秒間計測して5回以下を赤とする。
GOHAIは過去三ヶ月間の口に関する問題についての12の質問で、口腔に関するQOLを評価する調査で、表現の変更や解釈の追加なども認められていない。そのまま実施し、58点未満を赤とする。

## 加速因子

### 薬剤
口腔内に有害事象を発生させる薬剤は多い。
抗うつ剤や抗不安薬その他精神科薬剤等が引き起こすことの有る口腔乾燥、味覚障害などはオーラルフレイルにつながる。

### 認知症
認知症の初期段階において、他人に言えない失敗などによる落ち込みから社会的な活動を自ら制限しやすく、その結果、会話や表情などの顔面や口腔の活動が低下する。これがオーラルフレイルにつながる。認知症が進行すると、会話の減少のさらなる進行、食事も柔らかいものを選ぶようになるなど、口腔周囲の廃用が進行していく。

## 予防
食事の際はしっかりと噛んで呑み込むことを意識し、日頃からよく話すことがオーラルフレイルの予防になる。これは入れ歯や義歯を使っている人も同様である。さらに、定期的に歯科検診を受けることも必要である。歯・口の健康を保つことが健康寿命にもつながると考えられている。
増田純一や岡崎好秀は小児歯科医として、高齢者のオーラルフレイルに対応するために小児期からの口腔機能の向上の必要性を指摘している。

## 対策
オーラルフレイルにより質の低下した食事摂取を改善するために最も重要なことは、適切な評価を受けてオーラルフレイルを認識、問題意識を持つことである。その上で歯科治療を行い口の中の状態を整え、さらには低下した口腔機能の改善のための訓練や栄養状態の改善のための栄養指導を行う必要がある。
一連のオーラルフレイルの流れの終着点となる摂食機能障害まで到達した場合には機能回復は期待できないが、口腔機能を診断し、咀嚼機能の改善・運動機能訓練・その時点での機能にあった食事・食品への変更などにより摂食状態を改善することは可能である。

## 活動
「オーラルフレイル」の調査や研究は2017年5月現在も継続中である。しかしながら、2017年現在、「フレイル」という言葉自体の認知度が1割以下という現状であり、啓蒙活動が進められている。

### 日本国
2016年に厚生労働省医政局が開催した在宅医療及び医療・介護連携に関するワーキンググループにて飯島勝矢を参考人としてオーラルフレイルを含めたフレイルについての議論がなされた。

### 自治体
兵庫県は、兵庫県健康づくり推進プラン（第2次）（2017年度から2021年度）において、オーラルフレイルの予防による全身虚弱や認知症の予防をその取組方針の一つとした。
神奈川県は、未病対策の連携協定をサンスターと締結、この中で、高齢者の未病対策としてのオーラルフレイル概念の普及などについて連携・協力を行うとしている。
京都市保健所は平成２９年度京都市保健所運営方針として、京都市口腔保健推進行動指針を見直し、オーラルフレイルなどの新しい概念を加えた京都市口腔保健推進実施計画（仮称）を策定する方針を示した。

### 研究機関
2015年にオーラルフレイルをより定量的・客観的に示すための研究が科学研究費助成事業として採択されたのを始めとし、早期発見や予防、オーラルフレイル発生のプロセス、全身的なフレイルとの関係等を調べる研究に科学研究費が支給され始めている。

### 日本歯科医師会
日本歯科医師会は、2012年に飯島勝矢を講師としてオーラルフレイルに関する組織内勉強会を開催した。これが、オーラルフレイルに対する日本歯科医師会の最初の組織的な取り組みである。その後、2015年3月には従来の8020運動に加え、オーラルフレイルを新たな国民運動として展開させていくことを発表した。
また、学会における見解を必要とするとの判断から、日本老年歯科医学会や行政との意見交換会の開催を進めている。

#### 神奈川県歯科医師会
オーラルフレイルの予防啓発のためのCMを作成、テレビ神奈川で放送している。

#### 日本歯科医学会

##### 日本老年歯科医学会
日本老年歯科医学会は健康と口腔機能障害の間にオーラルフレイルと口腔機能低下症があるとして、口腔機能低下症の疾患概念や診断基準をまとめた。これは口腔機能低下へのアプローチを推進する事を目的とし、オーラルフレイルについては地域保健事業や介護保険事業での対応を行うとした。

### 企業
資生堂は、オーラルフレイルへの化粧療法の有効性を啓発している。単に口腔機能の低下を防ぐだけでなく、口紅を塗る際に鏡を見ることで自身の口や唇を意識するようになるなどの効果があるとしている。

### 書籍
- 平野浩彦、飯島勝矢、菊谷武、渡邊裕、戸原玄 編『実践! オーラルフレイル対応マニュアル』（第1版）公益財団法人東京都福祉保健財団、東京都新宿区、2016年10月7日。ISBN 978-4-902042-55-9。 NCID BB22587786。
  - 「第I部 オーラルフレイルとは 1 高齢者の口を取り巻く状況」『実践! オーラルフレイル対応マニュアル』、2-6頁。
  - 「第I部 オーラルフレイルとは 2 新概念「フレイル」、そして「オーラルフレイル」構築へ」『実践! オーラルフレイル対応マニュアル』、7-15頁。
  - 「第II部 高齢期の口腔 4 口腔機能の評価方法」『実践! オーラルフレイル対応マニュアル』、56-84頁。
- 増田純一『Health Dentistry　（健口歯科） II　フレイル予防は口にあり』（第1版）グレードル、東京都渋谷区、2017年3月1日。ISBN 978-4-908138-39-3。
- 白石愛 著「第4章 老嚥と摂食嚥下リハビリテーション 2 診察時にできるオーラルフレイルに対する口腔ケアと訓練」、若林秀隆 編『高齢者の摂食嚥下サポート 老嚥・オーラルフレイル・サルコペニア・認知症　医原性サルコペニアの嚥下障害を防ぐ高齢者モデルを完全マスター！』（第1版）新興医学出版社、東京都文京区、2017年2月16日、104-110頁。ISBN 978-4-88002-770-8。 NCID BB23052911。

### 和雑誌

#### 学会誌
- 水口俊介「シンポジウム1「口腔機能と全身機能低下，フレイルとの関係を考える」　序文」『老年歯科医学』第31巻第4号、日本老年歯科医学会、東京都豊島区、2017年3月、398-399頁、ISSN 0914-3866。
- 平野浩彦「オーラルフレイルの概念構築の経緯」『老年歯科医学』第31巻第4号、日本老年歯科医学会、東京都豊島区、2017年3月、400-404頁、ISSN 0914-3866。
- 白石愛、吉村芳弘、鄭丞媛、辻友里、嶋津さゆり、若林秀隆「高齢入院患者における口腔機能障害はサルコペニアや低栄養と関連する」『日本静脈経腸栄養学会雑誌』第31巻第2号、日本静脈経腸栄養学会、2016年、711-717頁、doi:10.11244/jspen.31.711、ISSN 2189-0161。
- 飯島勝矢「虚弱・サルコペニア予防における医科歯科連携の重要性～新概念『オーラルフレイル』から高齢者の食力の維持・向上を目指す」『日本補綴歯科学会誌』第7号、日本補綴歯科学会、2015年、92-101頁、doi:10.2186/ajps.7.92。
- 羽原有希、猪原健、渡辺泉 (24 February 2017). O-263 一般歯科診療所を訪れる嚥下障害・低栄養の自覚がない自立高齢患者の義歯に関する主訴とBMIとの関連. 第32回日本静脈経腸栄養学会学術集会. 岡山県岡山市: 日本静脈経腸栄養学会.
- 「特集 オーラルフレイル予防と健康づくり」『介護福祉・健康づくり』第3巻第2号、日本介護福祉・健康づくり学会/杏林書院、2016年12月、85-113頁、ISSN 2188-2428。
  - 枝広あや子「オーラルフレイルの加速因子：認知症と摂食機能障害」『介護福祉・健康づくり』第3巻第2号、101-103頁。
- 伊藤加代子、葭原明弘、高野尚子、石上和男、清田義和、井上誠、北原稔、宮崎秀夫「オーラルディアドコキネシスの測定法に関する検討」『老年歯科医学』第24巻第1号、日本老年歯科医学会、東京都豊島区、2009年、48-54頁、doi:10.11259/jsg.24.48、ISSN 0914-3866。
- 西尾正輝、新美成二「Dysarthriaにおける音節の交互反復運動」『音声言語医学』第43巻第1号、日本音声言語医学会、2002年、9-20頁、doi:10.5112/jjlp.43.9、ISSN 0030-2813。

#### 商業誌
- 岩佐康行、荒井秀典、渡邊裕「特集1 オーラルフレイル 今，歯科医師が考えるべきこと，できること」『ザ・クインテッセンス』第35巻第8号、クインテッセンス出版、東京都文京区、2016年8月、52-68頁、ISSN 0286-407X。
- 阿部伸一、飯島勝矢「特集2 新春対談 オーラルフレイル われわれは何をすべきか？」『ザ・クインテッセンス』第36巻第1号、クインテッセンス出版、東京都文京区、2017年1月、56-65頁、ISSN 0286-407X。
- 「特集 オーラルフレイルの現状と課題」『PROGRESS IN MEDICINE』第36巻第9号、ライフ・サイエンス、東京都渋谷区、2016年9月、1147-1233頁、ISSN 0287-3648。
  - 飯島勝矢「1.フレイル予防のための多面的アプローチ：高齢者の食力から再考」『PROGRESS IN MEDICINE』第36巻第9号、1149-1155頁。
  - 佐藤保「2.「オーラルフレイル」：日本歯科医師会が推し進める方向性」『PROGRESS IN MEDICINE』第36巻第9号、1157-1162頁。
  - 菊谷武「4.オーラルフレイル -要介護高齢者への評価と介入 -」『PROGRESS IN MEDICINE』第36巻第9号、1171-75頁。
  - 渡邊裕、本川佳子「7. オーラルフレイル：食欲も含めた包括的介入」『PROGRESS IN MEDICINE』第36巻第9号、1193-98頁。
  - 高橋競、田中友規、飯島勝矢「12.フレイル予防をいかに運動論にするのか：新たな市民フレイル予防サポーターの取り組み」『PROGRESS IN MEDICINE』第36巻第9号、1223-1227頁。
- 池山和幸「カンゴのゴカン その手技・ケアにはワケがある! vol.33 化粧がもたらすココロとカラダへの影響」『ナース専科』第37巻第5号、エス・エム・エス/インプレス、2017年5月、72-77頁。

### 洋雑誌
- Pia Andersson, Ingalill R. Hallberg, Stefan Renvert (2002-09). “Inter-rater reliability of an oral assessment guide for elderly patients residing in a rehabilitation ward.”. Special care in dentistry 22 (5):  181-186. doi:10.1111/j.1754-4505.2002.tb00268.x. PMID 12580356.
- Kathryn A. Atchison, Teresa A. Dolan (1990-11). “Development of the Geriatric Oral Health Assessment Index.”. Journal of dental education 54 (11):  680-687. PMID 2229624.
- Kera T, Kawai H, Yoshida H, Hirano H, Kojima M, Fujiwara Y, Ihara K, Obuchi S. (2017). “Classification of frailty using the Kihon checklist: A cluster analysis of older adults in urban areas.”. Geriatrics & gerontology international 17 (1):  69-77. doi:10.1111/ggi.12676. PMID 26792435.
- Mariko Naito, Yoshimi Suzukamo, Takeo Nakayama, Nobuyuki Hamajima, Shunichi Fukuhara (2006-09). “Linguistic adaptation and validation of the General Oral Health Assessment Index (GOHAI) in an elderly Japanese population.”. Journal of public health dentistry 66 (4):  273-275. doi:10.1111/j.1752-7325.2006.tb04081.x. PMID 17225823.

### 報道
- 由藤庸二郎 (2015年9月15日). “虚弱予防は口から 食べこぼし、むせに注意 歯科医師会が運動提唱”. 47NEWS. 共同通信 (全国新聞ネット) 2017年5月21日閲覧。
- “口腔機能低下症　概念と診断基準発表”. 日本歯科新聞 (日本歯科新聞社):  p. 1. (2016年11月29日)
- “サンスター、神奈川県と未病対策推進に関する連携協定を締結”. 粧業日報 (週刊粧業). (2017年5月11日) 2017年6月8日閲覧。
- “県歯科医師会 ＣＭで口腔の健康啓発 「オーラルフレイル」予防に”. タウンニュース座間版 (タウンニュース社). (2017年7月7日) 2017年7月13日閲覧。

### ウェブサイト
- “2016年9月2日　第二回在宅医療及び医療・介護連携に関するワーキンググループ”.  厚生労働省. 2017年6月4日閲覧。
- “兵庫県健康づくり推進プラン －第２次－ （平成29～33年度）” (PDF).  兵庫県 (2017年3月). 2017年6月5日閲覧。
- “神奈川県とサンスター株式会社との未病対策の推進に関する連携協定書” (PDF).  神奈川県 (2017年4月27日). 2017年6月8日閲覧。
- 茅ヶ崎市企画部　秘書広報課　広報担当 (2015年7月17日). “7月2日　フレイル予防サポーター養成研修を実施しました”.  茅ヶ崎市. 2017年6月2日閲覧。
- 京都市保健所 (2015年4月). “平成２９年度京都市保健所運営方針” (PDF).  京都市. 2017年6月2日閲覧。
- 市川哲雄. “オーラルフレイルのバイオマーカーの探索と補綴治療戦略”. 科学研究費助成事業データベース.  国立情報学研究所. 2017年6月5日閲覧。
- 松田幸子. “オーラル・フレイル早期予測のための画像診断法の確立に関する基礎的検討”. 科学研究費助成事業データベース.  国立情報学研究所. 2017年6月5日閲覧。
- 近藤祐介. “補綴治療患者のオーラルフレイル予防を目指した口腔乾燥症治療イノベーション”. 科学研究費助成事業データベース.  国立情報学研究所. 2017年6月5日閲覧。
- 亀田剛. “オーラルフレイルの予防に寄与する咬合支援ロボットの開発とその動作解析”. 科学研究費助成事業データベース.  国立情報学研究所. 2017年6月5日閲覧。
- 森田学. “オーラルフレイルに至るプロセスの多面的解析”. 科学研究費助成事業データベース.  国立情報学研究所. 2017年6月5日閲覧。
- 吉川峰加. “オーラルフレイルの早期発見・早期改善は全身フレイルを阻止できるか”. 科学研究費助成事業データベース.  国立情報学研究所. 2017年6月5日閲覧。
- “『第61回日本口腔外科学会（千葉）』ランチョンセミナーにて、「オーラルフレイルと化粧療法　～患者の笑顔を引き出す口腔外ケア～」について講演をしました！”.  資生堂 (2016年12月16日). 2017年6月22日閲覧。
- “大牟田市歯科医師会で「オーラルフレイルと化粧療法」について講演をしました。”.  資生堂 (2017年2月23日). 2017年6月22日閲覧。